# 크다 다룰 아만 FC
크다 FA(말레이어: Persatuan Bola Sepak Kedah)는 크다주를 연고로 하는 말레이시아의 축구 클럽이다. 1972년에 PKENJ FC라는 이름으로 창단되었으며, 현재 말레이시아 축구 2부 리그인 말레이시아 프리미어리그에 출전하고 있다. 구단의 별칭은 붉은 수리(말레이어: Helang Merah)이다. 홈 구장은 다룰 아만 스타디움을 사용하며, 수용인원은 32,387명이다.

## 역사
크다는 말레이시아에서 가장 성공한 클럽 중 하나로, 말레이시아에서 유일하게 2년 연속 국내 주요대회 트레블을 달성한 클럽이다. 2007년과 2008년 말레이시아 슈퍼리그, 말레이시아 슈퍼컵, 피알라 FA에서 우승한 것이 그것이었다. 구단의 최대 라이벌은 연고지를 공유하는 피낭 FA이다.
2018년 말레이시아 슈퍼리그에 참가하기 위한 라이센스를 획득하였으나, AFC컵 라이센스 획득에는 실패하였다.

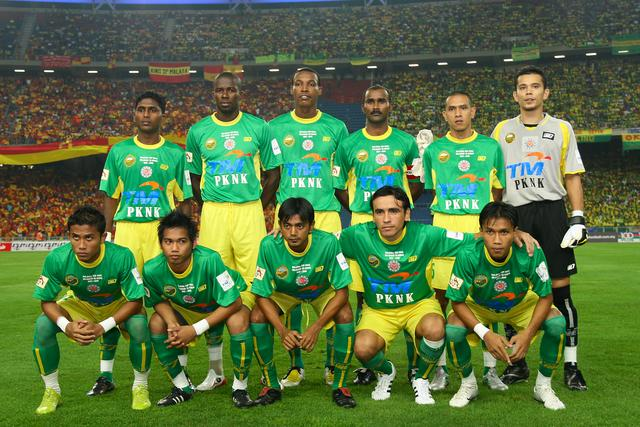
2007–08 크다 FA

아시안 클럽 챔피언십 1994-95에서 대한민국 K리그 구단인 성남 일화 천마와 맞붙은 적이 있으며, 성남 원정에서 3-1 패배 그리고 홈에서 1-5 패배를 기록하였다.

## 수상

### 국내 대회

#### 리그
- 말레이시아 슈퍼리그

- 우승 (3) : 1993, 2007, 2008
- 준우승 (4) : 1994, 1996, 1997, 2003

- 말레이시아 프리미어리그

- 우승 (4) : 1992, 2002, 2006,2015

#### 컵
- 말레이시아컵

- 우승 (5) : 1990, 1993, 2007, 2008, 2016
- 준우승 (8) : 1940, 1987, 1988, 1989, 1992, 2004, 2015, 2017

- 말레이시아 FA컵

- 우승 (4) : 1996, 2007, 2008, 2017
- 준우승 (1) : 2010

- 피알라 숨방시

- 우승 (3) : 1991, 1994, 2017
- 준우승 (3) : 1997, 2008, 2009

### 국제 대회

#### 리그
- 아시안 클럽 챔피언십 / AFC 챔피언스리그

- 1994-95 : 1차 예선

#### 컵
- AFC컵

- 2008 : 8강
- 2009 : 16강

## 선수 명단

### 현역
- 조나탕 발로텔리(2023 ~ )

## 역대 감독
| 감독                     | 임기   |
| ------------------------ | ------ |
| 오즈와우두 지 올리베이라 | 2023   |
| 빅터 안드라그(임시)      | 2022   |
| 빅터 안드라그(임시)      | 2024 ~ |

## 같이 보기
- 피낭 FA

틀:크다 다룰 아만 FC 선수 명단
틀:말레이시아 프리미어리그